# Theodor Thieme

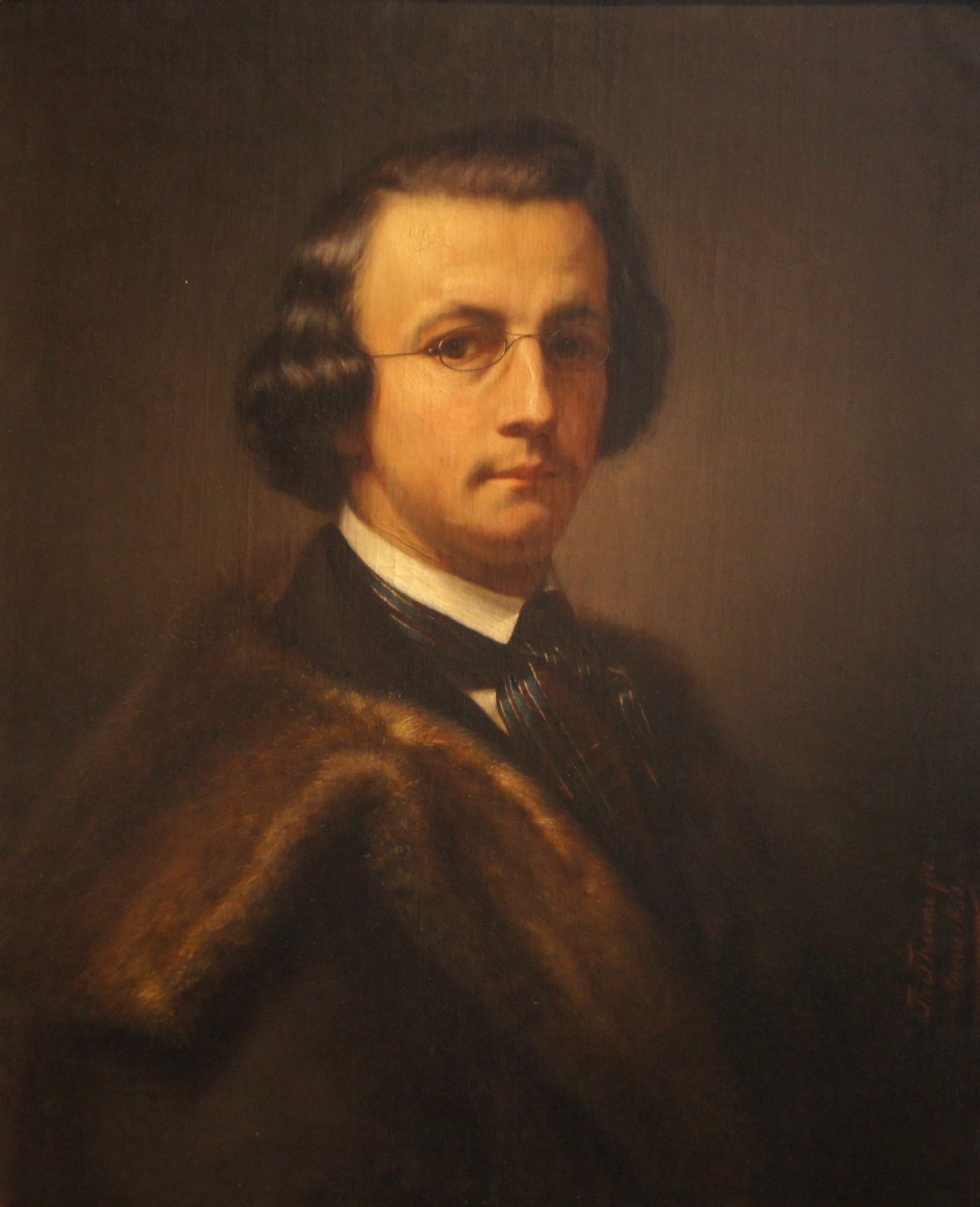
Gotthold Theodor Thieme, Selbstbildnis 1852

Gotthold Theodor Thieme (* 16. August 1823 in Görlitz, Königreich Preußen; † 31. Oktober 1901 in Plauen bei Dresden, Königreich Sachsen) war ein deutscher Lithograph und Maler.

## Biografie

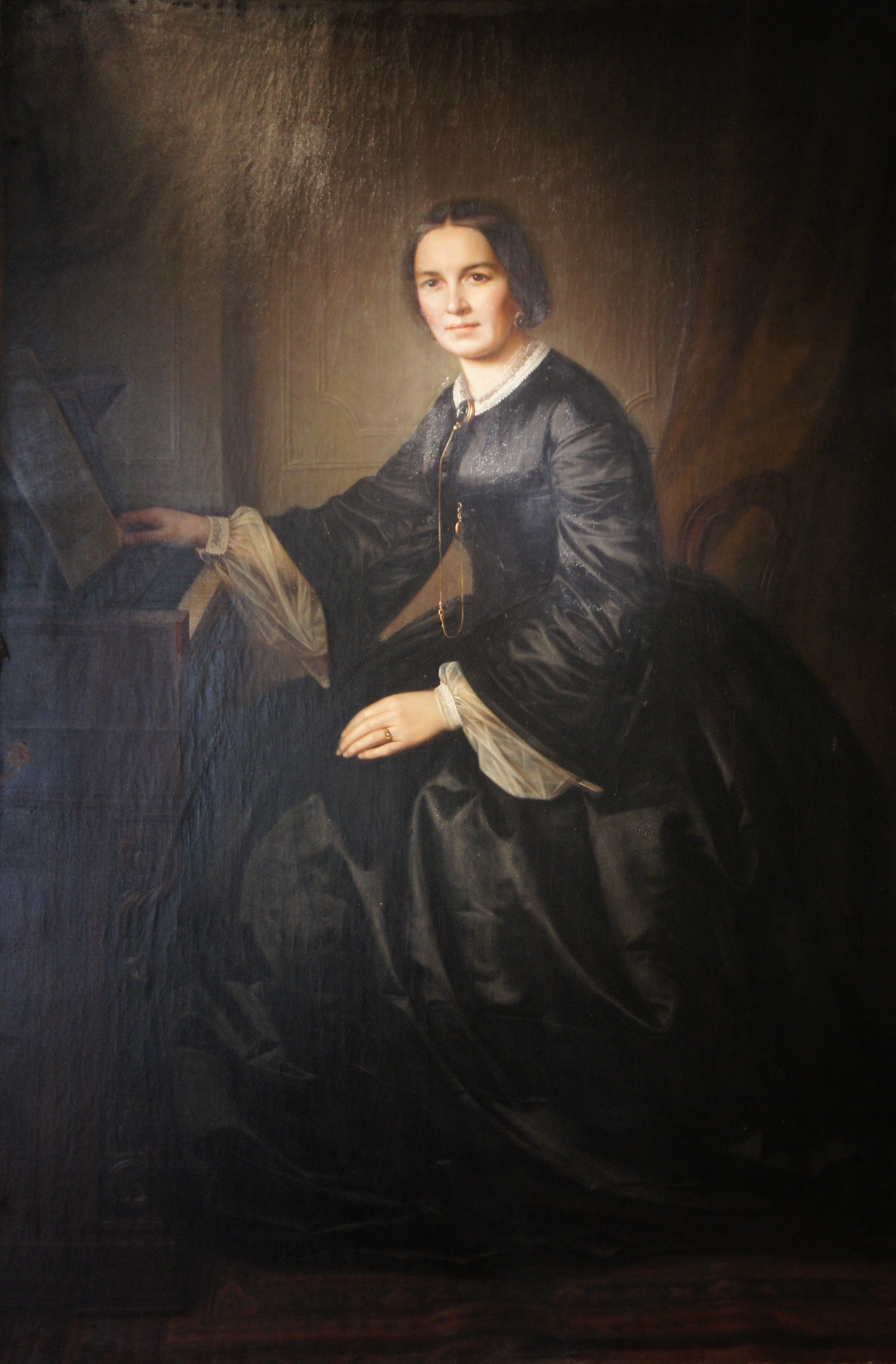
Gattin Anna Camilla, geborene Kaufmann (1826–1894), gemalt 1865

Thieme besuchte in Görlitz das Gymnasium Augustum, konnte aber aus finanziellen Gründen das Abitur nicht ablegen. Als Sohn eines Lithographen erlernte der künstlerisch begabte Schüler zunächst diesen Beruf in der väterlichen Anstalt und später auch in Dresden.
Er konnte durch Förderung der Stadt Görlitz 1844 die Dresdner Kunstakademie besuchen, wo er Meisterschüler des Düsseldorfer Professors Julius Hübner war. Von 1851 bis 1855 unternahm er eine Studienreise, die ihn nach Antwerpen und Paris führte. Im Anschluss daran ließ er sich in Dresden als Bildnis- und Historienmaler nieder und betrieb nebenbei ein Immobiliengeschäft.
Nicht nur das Dresdner Bürgertum schätzte Thieme als Porträtmaler. Unter anderen erhielt er vom Magistrat der Stadt Görlitz den Auftrag, mehrere Oberbürgermeister, Stadträte und Pastoren zu malen.
Thieme wurde 1901 auf dem Inneren Plauenschen Friedhof, dem Kirchhof der Auferstehungskirche, beigesetzt.

## Werke

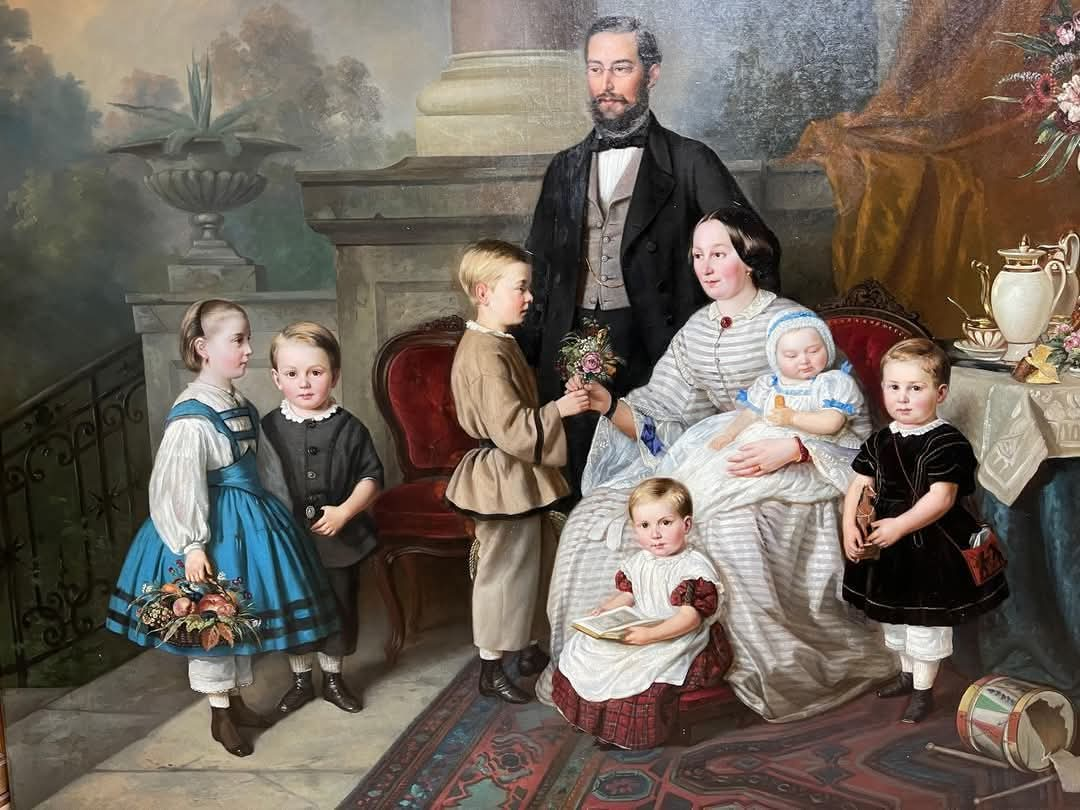
Großformatiges Familienportrait (mit Rahmen 1,60 x 1,80) eines Dresdner Kaufmanns von 1862; Privatbesitz

16 seiner Gemälde, mehrere Zeichnungen und Graphiken befinden sich im Besitz des Kulturhistorischen Museums Görlitz. Der Großteil seiner Werke wurde 1945 bei der Bombardierung Dresdens vernichtet.
Es gibt in Privatbesitz ein Familienbild einer Kaufmannsfamilie, mit Vater, Mutter und 6 Kindern, gemalt im Jahr 1862.